# صفصاف (فلسطين)

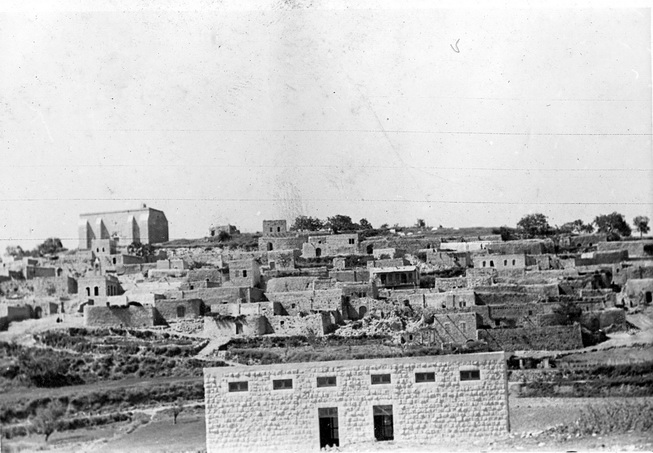
قرية صفصاف الفلسطينية سنة 1938

صفصاف كانت قرية فلسطينية تبعد 9 كيلومتر شمال شرق مدينة صفد.

## الموقع
أقيمت الصفصاف في سهل الجش إلى الشمال الشرقي من جبل الجرمق بين الأودية المتجهة نحو سهل الحولة والأودية المتجهة نحو بحيرة طبريا. توسطت الصفصاف بين قريتي الجش وميرون على أرتفاع 750 م عن سطح البحر.

## مباني ومرافق القرية
امتدت القرية بشكل طولي جنوبي غربي شمالي شرقي. على الجانب الشرقي لطريق صفد – ترشيحا الرئيسة. وقد امتدت المباني في هذا الاتجاه بمحاذاة الطريق المؤدية إلى الحقول الزراعية. توسط القرية جامع وبعض الدكاكين. وأنشئت فيها مدرسة ابتدائية للبنين أيام الانتداب البريطاني مساحة الأراضي التابعة لقرية الصفصاف 7391 دونماً.

## اقتصاد القرية
كثرت فيها زراعة الفاكهة وشغل الزيتون مساحة 488 دونماً فيها. وتمتد حقول الزيتون والفواكه إلى الشمال من القرية. وتعتمد الزراعة على مياه الأمطار والينابيع التي تتوافر في المنطقة المحيطة.

## سكان الصفصاف
بلغ عدد سكان الصفصاف 521 نسمة في عام 1922، ونما هذا العدد إلى 662 نسمة في عام 1931. وكانوا يقطنون في 124 مسكناً، وقدر عدد سكانها في عام 1945 بنحو 910 نسمات.

## احتلال القرية
ارتكبت العصابات مجزرة الصفصاف وأُحتُلت الصفصاف ضمن عملية حيرام، أخرج اليهود سكان القرية من قريتهم ودمروها، وأقاموا في عام 1949 مستعمرة “صفصوفا”.

## السكان، اللجوء والشتات
إثر النكبة هُجر السكان بغالبهم إلى لبنان وسوريا، وسكنوا البداوي، عين الحلوة،  شاتيلا في لبنان، ومخيم النيرب ومخيم حمص في سوريا. بلغ عدد اللاجئين من الصفصاف في عام 1998 حوالي (6483 نسمة).

## وصلات خارجية
- صفصاف ترحب بكم